# Tetragoniceps melleolatus
Tetragoniceps melleolatus är en kräftdjursart som beskrevs av Brady 1880. Tetragoniceps melleolatus ingår i släktet Tetragoniceps och familjen Tetragonicipitidae. Inga underarter finns listade i Catalogue of Life.